# جامعة جورج واشنطن مدرسة الطب والعلوم الصحية
جامعة جورج واشنطن مدرسة الطب والعلوم الصحية (بالإنجليزية: George Washington University School of Medicine and Health Sciences)‏ هي إحدى الكليات لتدريس الطب في الولايات المتحدة الأمريكية. تقع في مدينة واشنطن في ولاية مقاطعة كولومبيا الأمريكية. نوع الشهادة الطبية التي يتم تحصيلها هناك هي دكتور في الطب.
الجامعة اشتهرت بنظامها الخاص في التدريب الإكلينيكي، عبر إدراج الطلاب في السنتين الأولى والثانية في الجولات التعليمية، التي عادة ما تكون قاصرة في الجامعات الأخرى للسنتين الثالثة والرابعة فحسب. أيضا توفر الجامعة برامج تبادل طلابي مع العديد من الجامعات والمدارس الطبية العالمية، ولا سيما في الوطن العربي، مثل جامعة القدس وجامعة البحرين وكلية الطب بجامعة الإسكندرية.